# Ghiacciaio Strahan
Il ghiacciaio Strahan è un ghiacciaio lungo circa 7 km situato sulla costa di Mawson, in Antartide. In particolare il ghiacciaio, il cui punto più alto si trova circa 10 m s.l.m, scorre verso nord fino ad entrare in mare circa 2,8 km a ovest della roccia Stevens, tra capo Daly e capo Fletcher.

## Storia
Il ghiacciaio Strahan è stato scoperto nel febbraio 1931 durante la spedizione BANZARE, una spedizione anglo-australo-neozelandese al comando di Douglas Mawson, ed è stato poi così battezzato in onore di F. Strahan sottosegretario alla presidenza del consiglio australiana da 1921 al 1935.